# Quattor
A Quattor foi uma empresa petroquímica brasileira sediada no Rio de Janeiro. Fundada em 12 de junho de 2008, a Quattor foi a segundo maior petroquímica no Brasil, atrás apenas da Braskem e o maior petroquímica das Américas. Em 2010, a empresa foi comprada pela Braskem, maior petroquímica Brasileira e uma das maiores do mundo.
A Quattor foi o resultado da união de ativos UNIPAR(60%) e Petrobras (40%), e, agora, o conjunto de cinco empresas, a Quattor Participações S.A., a Quattor Químicos Básicos SA (ex-Petroquímica União SA), S.A. Quattor Petroquímica (antiga Suzano Petroquímica S.A.), Polietilenos União S.A. e da Rio Polímeros, SA..
A empresa tinha produção de 11 unidades localizada em três Estados brasileiros: Rio de Janeiro, São Paulo e Bahia, além do escritório de apoio em São Paulo. Ele também tem qualidade laboratórios e centros de desenvolvimento, que ajudam no desenvolvimento e aperfeiçoamento de seus produtos. Todas estas instalações foram transferidas para Braskem.
A Quattor teve sua denominação social alterada para Braskem Qpar S.A  em 05 de dezembro de 2011 e foi incorporada pela Braskem em 1ª de dezembro de 2014.